# Fairview Heights (métro de Los Angeles)
Fairview Heights est une station de la ligne K du métro de Los Angeles. Elle est située à l'intersection de la Florence Avenue et du West Boulevard, dans le quartier Hyde Park, au sud-ouest du centre-ville de Los Angeles, en Californie, aux États-Unis.
La mise en service de la ligne et de la station a eu lieu le 7 octobre 2022.